# Caixa Catalunya
|  | No s'ha de confondre amb CatalunyaCaixa. |

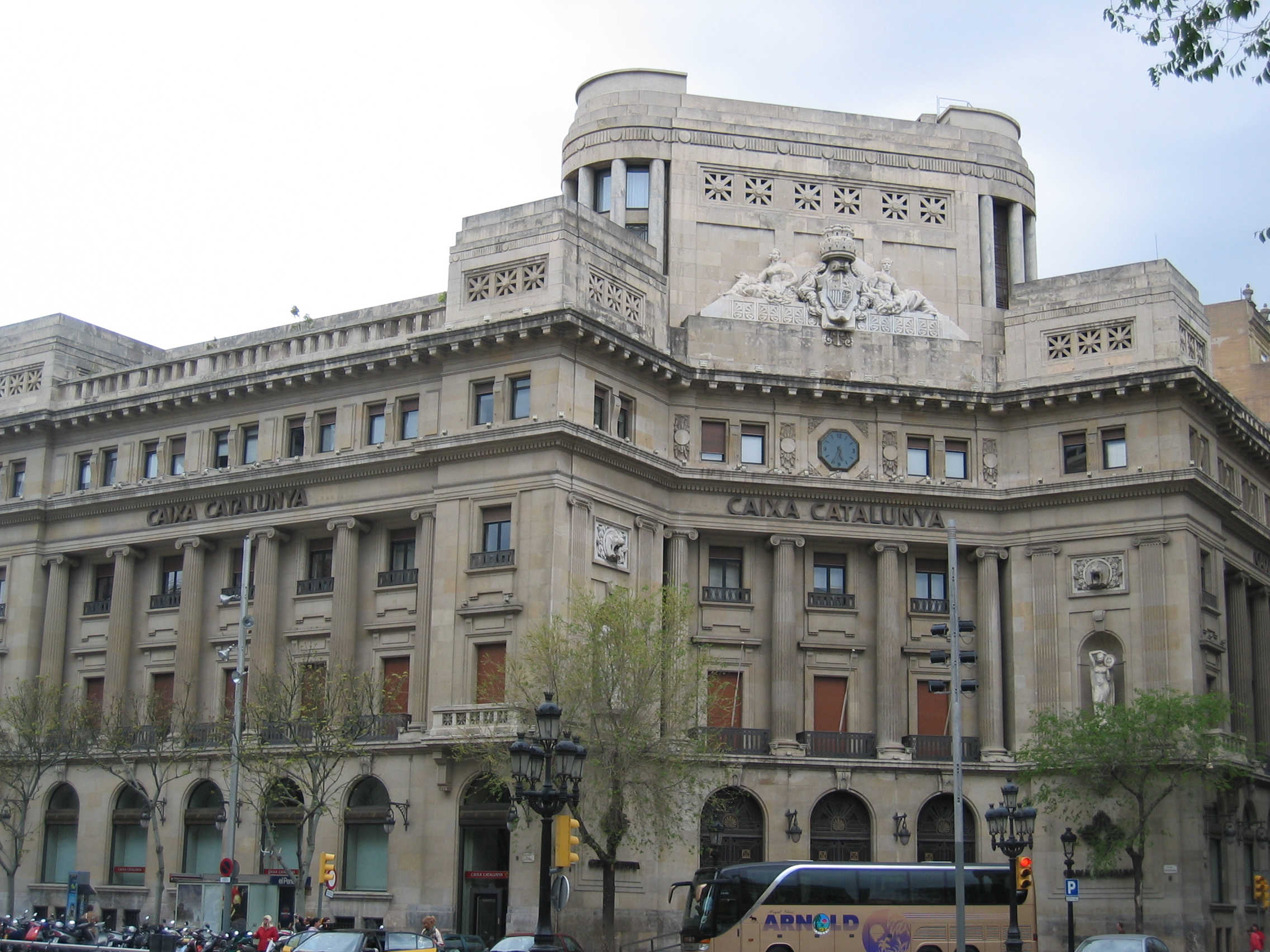
Seu de la Caixa d'Estalvis de Catalunya a Plaça Antoni Maura, Barcelona

Caixa Catalunya (Caixa d'Estalvis de Catalunya) va ser una entitat financera de Catalunya, que fou integrada a CatalunyaCaixa (Caixa d'Estalvis de Catalunya, Tarragona i Manresa) juntament amb Caixa Tarragona i Caixa Manresa. Fins al 2009 Caixa Catalunya va ser la segona caixa més important a Catalunya i la primera pel que fa a entitats financeres públiques, ja que era propietat de la Diputació de Barcelona.
El dimarts 13 d'octubre de 2009 el consell d'administració de l'entitat va aprovar la fusió, permetent constituir la segona caixa més gran de Catalunya, per darrere de la Caixa. Caixa Catalunya aportà a la fusió 63.627 milions en actius, Caixa Tarragona 11.384 milions i Caixa Manresa 6.595 milions.

## Història
Va ser creada el 26 d'octubre de 1926 sota el nom de Caja de Ahorros Provincial de la Diputación de Barcelona. Amb la reinstauració de la Generalitat de Catalunya l'any 1931, va passar a anomenar-se Caixa d'Estalvis de la Generalitat de Catalunya i el llavors president de la Generalitat, Francesc Macià, va passar a ser-ne el nou president.
Després de la Guerra Civil espanyola tornà a passar a mans de la Diputació de Barcelona i recuperà el seu nom original fins que l'any 1977 es transformà en la Caixa d'Estalvis de Catalunya. En aquell moment passà a utilitzar la marca comercial Caixa Catalunya.
A la dècada de 1980, Caixa Catalunya comprà l'edifici de la Pedrera de l'arquitecte Antoni Gaudí, declarada Patrimoni Cultural de la Humanitat per la UNESCO. L'any 2013 l'equipament va deixar de ser propietat de Caixa Catalunya i el va adquirir la Fundació Catalunya-La Pedrera.
Antoni Serra Ramoneda fou president de Caixa Catalunya durant 21 anys, període en què l'entitat s'inicià en el negoci assegurador que va comportar pèrdues de 30.000 milions de pessetes. Ramoneda fou rellevat per Narcís Serra i Serra el 2005, en aquesta etapa es porta a terme una política agressiva en el mercat immobiliari que genera la necessitat d'augmentar la captació de fons propis. El 2010 fou succeït per Fernando Casado, primer president de CatalunyaCaixa, ja que l'entitat es fusionà amb d'altres com posteriorment detallarem, però només ocupà el càrrec tres mesos. Casado dimití després de la difusió en mitjans de comunicació del seu sou i per les desavinences que mantenia amb el director, Adolf Todó, sobre els plans de futur de l'entitat. Todó es manifestava públicament en contra de la conversió de CatalunyaCaixa en banc.
Josep Maria Loza després de trenta-set anys, deu com a director general, abandonà l'entitat el 2008 per diferències amb el president Narcís Serra. Fou substituït per Adolf Todó qui esdevingué president de CatalunyaCaixa d'ençà que l'entitat es veié abocada a un procés de fusió amb altres caixes. Finalment, el maig de 2013, el Fons de Reestructuració Ordenada Bancària (FROB) decidí rellevar-lo per José Carlos Pla, que fins feia tres setmanes dirigia CajaSur.

### Fusió
El juny de l'any 2009, amb l'aprovació del FROB, es van fer contundents els rumors de possibles fusions entre algunes caixes catalanes. Es va donar llum verda a la fusió el 13 d'octubre de 2009 sent així la segona gran integració de caixes catalanes. Aquesta fusió es caracteritzà per integrar dues caixes públiques: Caixa Catalunya de la Diputació de Barcelona i Caixa Tarragona de la Diputació de Tarragona; i una de propietat privada: Caixa Manresa. En el moment de màxima esplendor, Caixa Catalunya havia arribat a tenir 400 oficines fora de Catalunya.
El 4 de desembre de 2009, els consells d'administració de les tres entitats van aprovar per separat la fusió. El pla d'integració representava una retallada de 395 oficines i la reducció de 1.300 treballadors mitjançant prejubilacions i baixes incentivades.
L'1 de juliol de 2010 es va fer efectiva la fusió de Caixa Catalunya, Caixa Tarragona i Caixa Manresa amb el nom social de Caixa d'Estalvis de Catalunya, Tarragona i Manresa, i el 15 de setembre de 2010 s'acordava la marca comercial de CatalunyaCaixa.

### Telentrada
Telentrada és un servei de venda d'entrades per a concerts i espectacles dissenyat per Caixa Catalunya el 1994. El sistema estava vinculat als sistemes informàtics de l'entitat bancària, i es podien adquirir entrades des dels caixers automàtics i per telèfon. Amb la reorganització del sector bancari de finals de la primera dècada dels 2000, Caixa Catalunya es va convertir amb Catalunya Banc i va veure's obligat a desprendre's de l'activitat comercial no financera. És per això que va vendre Telentrada a una altra empresa del sector: Ticketea, qui va adquirir els compromisos de negoci que Telentrada tenia amb 150 recintes (teatres, cinemes...) i una cartera d'uns 350.000 clients.

## Dades d'interès
(a finals del 2008)
- 1.100 oficines
- 1.607 caixers automàtics
- 7.100 treballadors (tot el grup Caixa Catalunya)
- Administra 63.000 milions d'euros en actius consolidats

El dimarts 13 d'octubre de 2009 el consell d'administració de l'entitat va aprovar la seva fusió amb Caixa Tarragona i Caixa Manresa. La fusió de les tres entitats va constituir una caixa que per la seva dimensió, 81.000 milions en actius, va ser la segona de Catalunya, per darrere de La Caixa. Caixa Catalunya aportà a la fusió 63.627 milions en actius, Caixa Tarragona 11.384 milions i Caixa Manresa 6.595 milions.